# Ferrovia
Ferrovia byla strojírenská firma v Radotíně u Prahy, která existovala v letech 1909 až 1944. Hlavním předmětem podnikání byla výroba a prodej zařízení pro hospodářské malodráhy, včetně vozidel a motorových lokomotiv. Zanikla převzetím jejích aktivit společností Tatra (dříve Ringhoffer, Smíchov).

## Historie společnosti

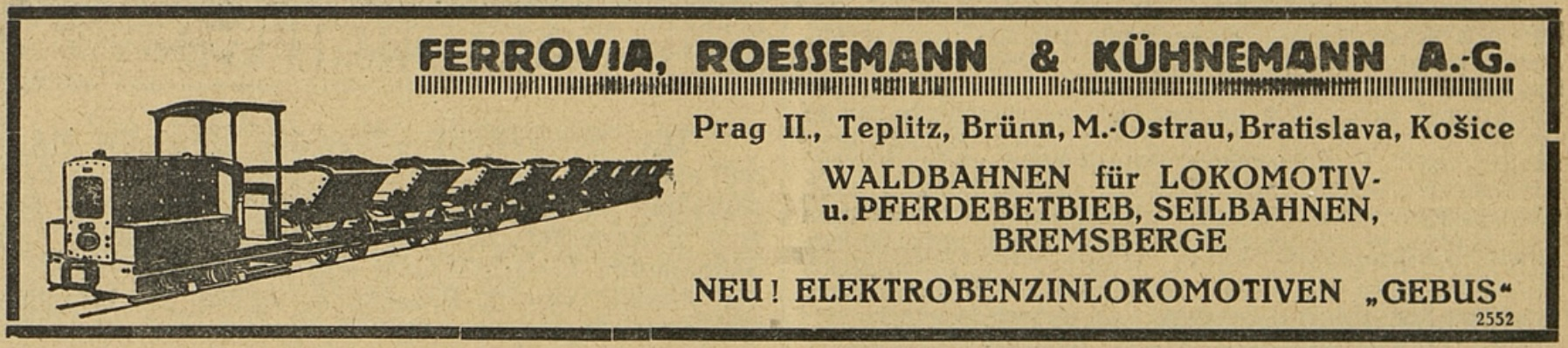
Inzerát firmy Ferrovia, Roessemann & Kühnemann A.G. v dobovém regionálním tisku, 1926

Firmu pod názvem „Česká společnost pro potřebu polních a úzkorozchodných drah, spol. s r. o.“ založili v září 1909 v Praze-Košířích pánové Emil Picek a Karel Bondy (†1919), oba obchodníci a bývalí zaměstnanci libeňské pobočky firmy Orenstein & Koppel spolu s partnerem Eduardem Geildzinskim z Vídně. Následujícího roku se výroba přestěhovala do Radotína, kde zaměstnávala 50 pracovníků. Výrobním programem byla výroba, obchod a pronájem polních drah, stavebního náčiní, bagrů, kolejí, výhybek, lokomotiv a dalšího příslušného materiálu, včetně zastupování pro podobné předměty.
K prvním významným aktivitám patřilo vybavení štěrkovny ve Smečně, vozíky na dřevo pro elektrickou malodráhu v papírně Větřní, nebo výhradní zastoupení pro stavební stroje od německé firmy Menck & Hambrock. Centrálu si firma přesunula do Prahy a obchodní zastoupení byla postupně zřizována v Brně, ve Vídni, Lvově, v Ostravě, Bukurešti, Sofii, Cařihradě, Buenos Aires, Záhřebu, Bratislavě, Teplicích, Plzni, Paříži. Od. r. 1912 nesla firma název „Ferrovia, závody pro potřeby polních a úzkorozchodných drah, spol. s r. o.“ V letech 1911-1915 se v nabídce firmy postupně objevilo několik desítek nových i použitých malých lokomotiv o rozchodech 600, 730, 900 i 1435 mm od převážně německých lokomotivek, jako Orenstein & Koppel, Maschinenbau-Gesellschaft Heilbronn, Krauss, Egensdorff, Borsig, Henschel nebo A. Jung. V letech 1918-1920 do firmy vstoupili další společníci, včetně Rotschildovy Anglobanky, Otto Petschka nebo Emila Kolbena. Po válce Ferrovia obchodovala s lacino získaným nepotřebným válečným materiálem, vč. parních a benzinových lokomotiv (výroba Oberursel nebo Deutz) pro polní a vlečkové dráhy. 
V roce 1922 se firma transformovala na akciovou společnost, ze zahraničních zastoupení zůstala jen reprezentace v Paříži. Roku 1924 firma fúzovala s českou pobočkou konkurenční společností Rössemann a Kühnemann z  Holešovic. Nový název společnosti byl „Ferrovia - Rossemann a Kühnemann, akciové závody pro železniční potřeby, Praha“.
V prvorepublikovém Československu firma zastupovala lokomotivku Henschel: v letech 1919-1930 byl dokumentován prodej 12 ks nových a několika starších v Radotíně repasovaných úzkorozchodných strojů pro severočeské doly, lesní a stavební dráhy. Pokračovala výroba vozů pro lesní dráhy na Slovensku a Podkarpatské Rusi pro ŘSLS. Firma podnikala i v dodávkách drážního zabezpečovacího zařízení a výhybek.
Roku 1944 byl výrobní závod v Radotíně nuceně převzat firmou Tatra a převeden na válečnou výrobu, podílel se na výrobě vozových podvozků pro DR. V rámci poválečných reorganizací firma Ferrovia zanikla i formálně; výrobní závod se nejprve roku 1947 stává součástí podniku Stavostroj, závody na výrobu stavebních strojů, n.p. Praha. Roku 1953 byl hlavním závodem samostatného n.p. Stavoloko Radotín, posléze od r. 1958 byl připojen k ČKD Praha, n.p. jako závod Radotín, stále s výrobou úzkorozchodných lokomotiv pro průmyslové a důlní dráhy jako s hlavním programem.

## Vlastní výroba motorových lokomotiv

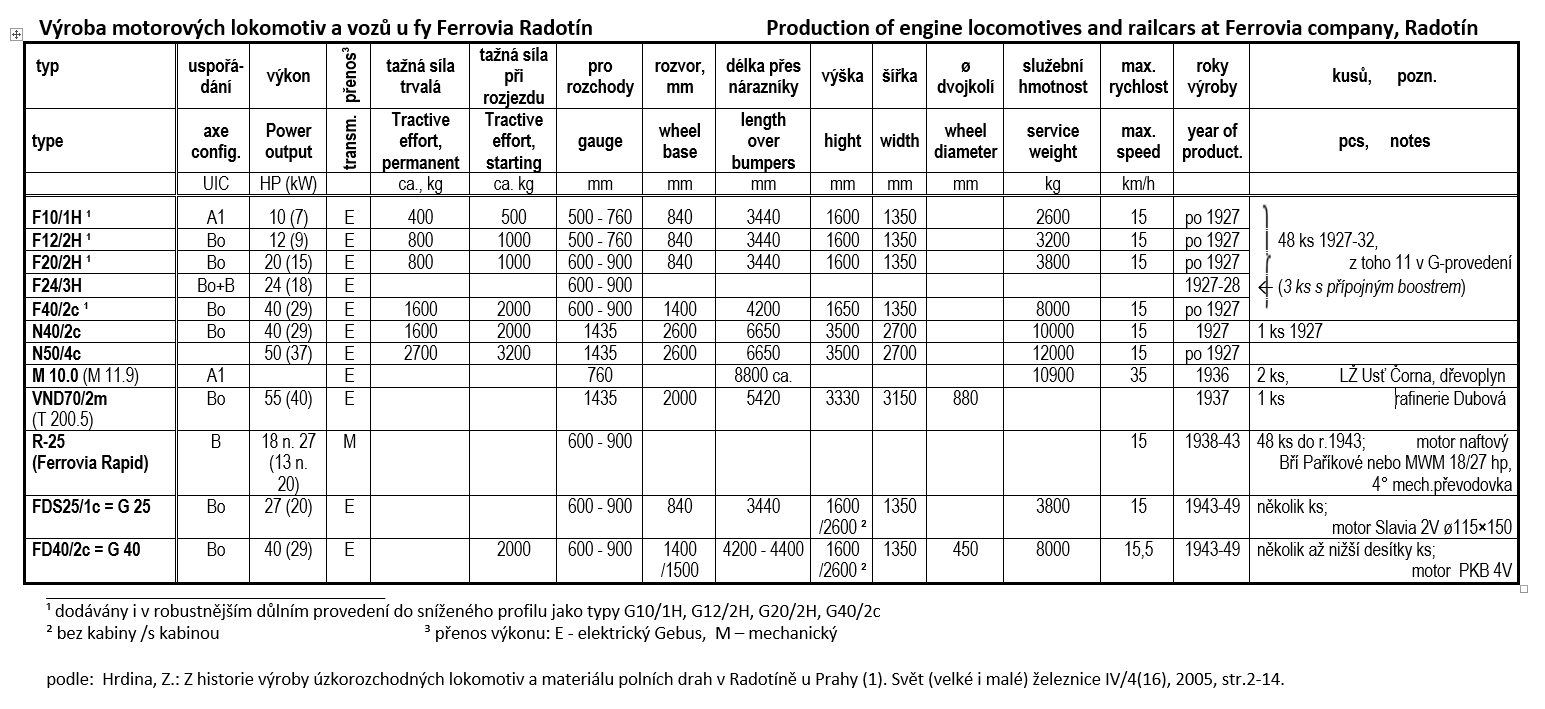
Přehled vyráběných typů motorových lokomotiv a vozů u fy Ferrovia Radotín

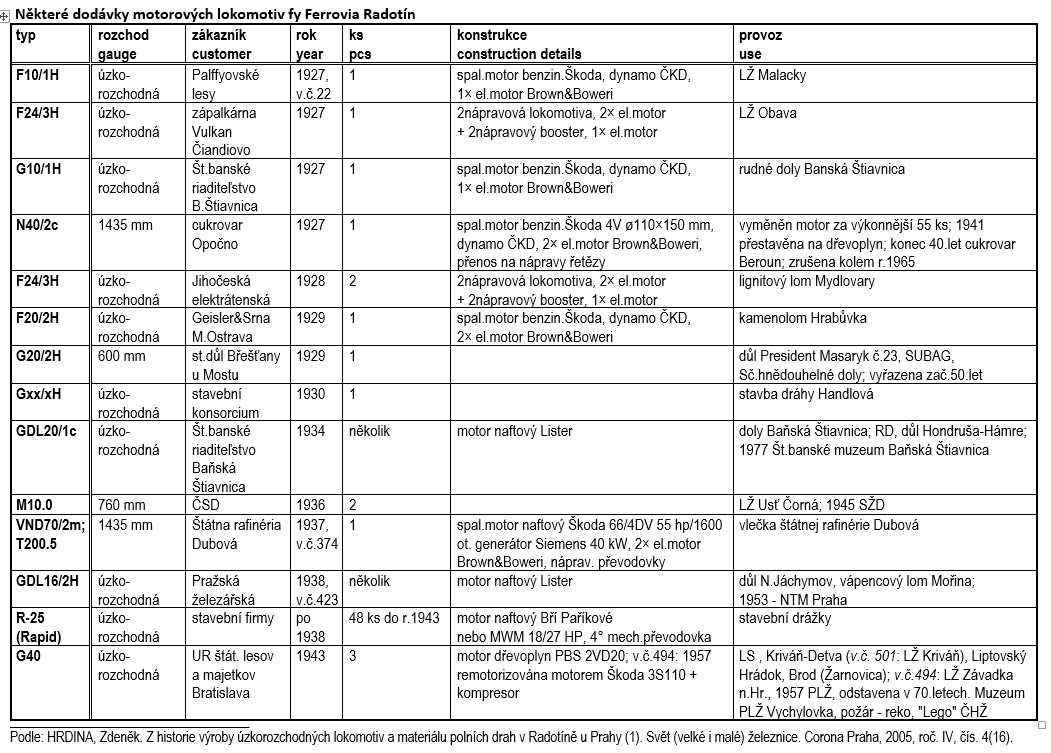
Některé dodávky motorových lokomotiv fy Ferrovia Radotín

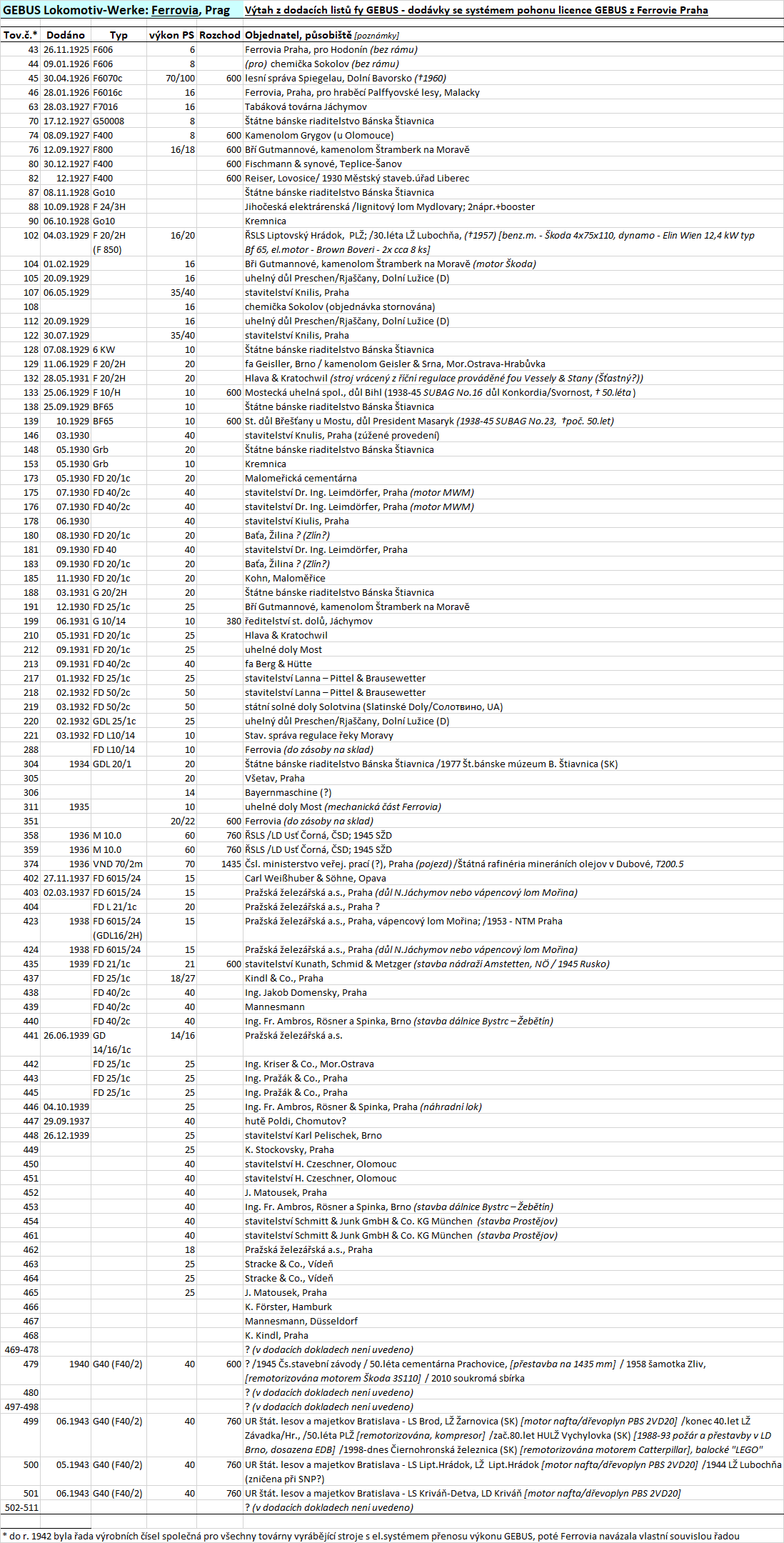
Dodávky strojů s přenosem GEBUS z Ferrovie Radotín (podle dokumentace fy GEBUS)

Roku 1926 firma získala zastoupení pro prodej a licenční výrobu úzkorozchodných motorových lokomotiv s elektrickým přenosem výkonu v licenci salcburské firmy Gebus, zprvu benzinoelektrických v kombinaci s dynamem, od r. 1930 se používaly motory dieselové. Na hnanou nápravu výkon předával řetězový převod. Prvních 9 strojů dodala zákazníkům v roce následujícím, do roku 1932 bylo vyrobeno 48 ks. Po roce 1930 významnou část výroby tvořily dva základní výkonové typy, vyráběné v povrchovém (polním) nebo důlním provedení: jednomotorový FD 25/1c, později zjednodušeně značený G 25, a silnější dvoumotorový FD 40/2c, od roku 1940 označovaný jako G 40 (Gebus 40).
Ve druhé polovině 30. let byly vyrobeny dva kolejové autobusy řady M 10.0 pro veřejnou osobní dopravu zaváděnou na lesní dráze v Usť Čorné na Podkarpatské Rusi a také jedna normálněrozchodná posunovací lokomotiva T 200.5 pro vlečku rafinérie v Dubové. Rozběhla se výroba provozně jednodušších lokomotiv s mechanickým přenosem výkonu vlastní konstrukce typu R25 ("Ferrovia Rapid"), především pro stavební firmy.